# Monti
För andra betydelser, se Monti (olika betydelser).
Monti är en stadsdel i centrala Rom och tillika ett av Roms rioni. Namnet ”Monti” syftar på att stadsdelen ursprungligen bredde ut sig över flera av Roms kullar: Esquilinen, Viminalen, en del av Quirinalen och Caelius.
I Monti finns en rad antika ruiner och arkeologiska lämningar: Colosseum, Ludus Magnus, Domus Aurea, Trajanus termer, Titus termer, delar av Forum Romanum och Trajanus saluhallar.

## Kyrkor i urval
- Sant'Agata dei Goti
- Sant'Andrea al Quirinale
- San Carlo alle Quattro Fontane
- San Clemente
- San Francesco di Paola
- Madonna dei Monti
- Santa Maria Maggiore
- San Martino ai Monti
- Santa Prassede
- San Pietro in Vincoli
- Santa Pudenziana
- Santi Quirico e Giulitta
- Santi Domenico e Sisto
- Santo Stefano Rotondo
- San Vitale
- Santi Marcellino e Pietro
- Santa Lucia in Selci
- Santi Andrea e Bartolomeo
- San Giovanni in Laterano
- Battistero Lateranense
- Sant'Anna al Laterano
- Santi Sergio e Bacco degli Ucraini
- Santi Gioacchino e Anna ai Monti
- San Salvatore ai Monti
- Santa Caterina a Magnanapoli
- San Bernardino in Panisperna
- San Lorenzo in Fonte
- San Lorenzo in Panisperna
- Gesù Bambino all'Esquilino
- San Giovanni Battista dei Cavalieri di Rodi
- Santa Maria del Buon Consiglio
- Santa Maria della Neve al Colosseo
- San Filippo Neri all'Esquilino
- Cappella della Mater Boni Consilii
- Oratorio del Preziosissimo Sangue
- San Giuseppe di Cluny

Dekonsekrerade kyrkor
- Oratorio della Santissima Vergine Addolorata
- Santi Gioacchino e Anna alle Quattro Fontane
- Santa Maria in Carinis
- San Paolo Primo Eremita
- Santa Maria Annunziata delle Turchine

Rivna kyrkor
- Sant'Agnese ad Duo Furna
- Sant'Andrea Catabarbara
- Sant'Andrea de Fractis
- San Basilio al Foro di Augusto
- San Caio
- Santa Chiara al Quirinale
- San Dionisio alle Quattro Fontane
- Sant'Eufemia al Foro Traiano
- Sant'Eufemia in Vico Patricio
- San Giacomo al Colosseo
- San Giovanni in Carapullo
- San Giuliano all'Esquilino
- Santissima Incarnazione del Verbo Divino
- Oratorio di Sant'Ippolito
- San Lorenzo ai Monti
- San Luca all'Esquilino
- Santa Margherita ad Busta Gallica
- Santa Maria de Arcu Aureo
- Santa Maria ad Busta Gallica
- Santa Maria in Campo Carleo
- Santa Maria in Carinis
- Santa Maria della Concezione ai Monti
- Santa Maria della Concezione dei Sacconi Turchini
- Santa Maria inter Duo
- Santa Maria de Ferraris
- Santa Maria delle Grazie nel Cimitero di San Giovanni in Laterano
- Santa Maria delle Lauretane
- Santa Maria in Macello Martyrum
- Santa Maria in Monasterio
- Santa Maria della Purificazione ai Monti
- Santa Maria della Sanità
- Santa Maria Maddalena al Quirinale
- San Matteo in Merulana
- San Norberto
- Santissimo Sacramento delle Zitelle Mendicanti
- San Salvatore de Cornutis
- San Salvatore ad Tres Images
- Santo Spirito alla Colonna Traiana
- Santa Teresa alle Quattro Fontane
- Sant'Urbano a Campo Carleo

## Piazzor i urval
- Largo Angelicum
- Largo Magnanapoli
- Piazza del Grillo
- Piazza Esquilino
- Piazza Iside
- Piazza Madonna dei Monti
- Piazza della Navicella
- Piazza di Porta San Giovanni
- Piazza del Quirinale
- Piazza San Clemente
- Piazza San Francesco da Paola
- Piazza San Giovanni in Laterano
- Piazza San Martino ai Monti
- Piazza San Pietro in Vincoli
- Piazza della Suburra
- Piazza del Viminale
- Piazza degli Zingari